# Аалтонен, Минна
Ми́нна Ка́йса А́алтонен (фин. Minna Kaisa Aaltonen; 17 сентября 1966, Турку, Финляндия — 11 сентября 2021) — финская актриса

.

## Биография
Минна Кайса Аалтонен родилась 17 сентября 1966 года в городе Турку (Финляндия) в семье актрисы Лины Такала (род. 1938). Окончила Школу-театр Маунтвью в Великобритании.
Сыграла Марианн в драматическом сериале «Лондон в огне» и Ингрид Коутс в «Команде мечты», появилась в сериалах «Котикату», «Чисто английском убийстве», «Дэлзил и Пэскоу» и «Лексс», а также играла в рекламе пива в Ирландии. Она также появилась в небольшой роли в качестве читателя новостей в фильме о Джеймсе Бонде «Завтра не умрёт никогда». В 1994 году она вела «Gladiaattorit» (финские гладиаторские бои).